# Claude Millon
Pour les articles homonymes, voir Millon.
Claude Millon, né le 13 octobre 1828 à Bar-le-Duc (Meuse) et mort le 21 juillet 1887 à Lisle-en-Barrois (Meuse), est un homme politique français.

## Biographie
Avocat, il est maire de Bar-le-Duc, président de la société d'agriculture et conseiller général du canton de Vaubecourt. Il est député de la Meuse de 1860 à 1870, siégeant d'abord dans la majorité soutenant le Second Empire. Il s'en éloigne en 1869 pour siéger au centre droit. Il est l'un des signataires de l'interpellation des 116.
En 1861, Claude Millon épouse en secondes noces à Paris, Berthe de Chancel, fille d'Augustin de Chancel (1813-1867), ancien officier de marine, devenu administrateur délégué de la Compagnie Universelle du Canal maritime de Suez. Il est élevé au grade de chevalier de la Légion d'honneur en 1863, puis d'officier en 1869.
En 1873, il est fondateur et propriétaire de la Ferme-école des Merchines, sur la commune de Lisle-en-Barrois dont il devient maire.

## Descendance
En 1885, sa fille, Camille Marguerite, épouse Edmond Julien Krantz, fils de l'ingénieur et homme politique Jean-Baptiste Krantz.
En 1895, son fils cadet, Bernard, épouse Irma Meunier, fille de Léon Meunier, propriétaire du journal Le Courrier des États-Unis. Par ce fils, Claude Millon est l'aïeul d'Elsie Denise Millon (1897-1983), auteur et illustratrice de livres pour enfants, connue en littérature sous le diminutif d'Elsie.
Bernard Millon (1866-1956) est par ailleurs le neveu par alliance de Clément de Lacroix (1852-1931), officier de la Légion d'honneur et directeur du Journal officiel de la République française.

## Sources
- Ressources relatives à la vie publique :   - base Léonore
  - Base Sycomore
- « Claude Millon », dans Adolphe Robert et Gaston Cougny, Dictionnaire des parlementaires français, Edgar Bourloton, 1889-1891 [détail de l’édition]